# Untitled, 2014
Untitled, 2014 ist ein Lied des südkoreanischen Rappers und Sängers G-Dragon. Es erschien als Single für seine zweite Extended Play Kwon Ji Yong am 8. Juni 2017.

## Hintergrund
Zwischen 2016 und 2017 befand sich G-Dragon mit Big Bang auf mehreren Tourneen. Ursprünglich war das Lied Bullshit als Single-Veröffentlichung geplant. Jedoch wurde dies von G-Dragon nach dem Marihuana-Skandal seines Bandkollegen T.O.P verworfen. Die Single erschien gleichzeitig mit seiner EP am 8. Juni 2017. Produziert wurde das Lied von G-Dragon, Seonwoo Jeonga und Robin Cho. Das zugehörige Musikvideo wurde seit der Veröffentlichung über 65 Millionen Mal auf YouTube angeschaut. (Stand: 22. Mai 2018)

## Kommerzieller Erfolg

### Charts und Chartplatzierungen
Untitled, 2014 stieg am 10. Juni 2017 auf Platz eins der südkoreanischen Singlecharts ein. In der südkoreanischen Jahreshitparade platzierte es sich auf Platz 16. Insgesamt hielt es sich 41 Wochen in den Charts.
| ChartsChartplatzierungen | Höchstplatzierung | Wochen |
| ------------------------ | ----------------- | ------ |
| Südkorea (KMCA)          | 1 (41 Wo.)        | 41     |

| ChartsJahrescharts (2017) | Platzierung |
| ------------------------- | ----------- |
| Südkorea (KMCA)           | 16          |

### Verkäufe
Das Lied verkaufte sich über 200.000 Mal in der Veröffentlichungswoche. Das Lied konnte sich bis zum Ende des Jahres über 1,4 Millionen Mal in Südkorea verkaufen.

| Land/Region     | Auszeichnungen für Musikverkäufe (Land/Region, Auszeichnung, Verkäufe) | Verkäufe  |
| --------------- | ---------------------------------------------------------------------- | --------- |
| Südkorea (KMCA) | —                                                                      | 1.476.371 |
| Insgesamt       | —                                                                      | 1.476.371 |